# Андон Пижев
Андон Атанасов Пижев е български революционер, деец на Вътрешна македоно-одринска революционна организация (ВМОРО).

## Биография
Пижев е роден на 17 януари 1882 година и в ксантийското село Кръстополе, тогава в Османската империя, днес Ставруполи, Гърция. Баща му е грънчар и тютюнопроизводител и дългогодишен борец против гърцизма, църковен певец при българските православни храмове „Благовещение Богородично“ в Кръстополе и „Свети Георги“ в Ксанти. Братът на Андон Иван Пижев също е борец против гъркоманията, загинал в Първата световна война на 32 години.
През април 1902 година Андон Пижев полага клетва и става член на ВМОРО и до 1912 година изпълнява важни задачи на организацията. В 1902 – 1903 година Пижев е куриер на организацията. В 1903 година по време на подготовката за въстание е натоварен с организационната и агитационна комитетска дейност в Ксантийско. Подпомага организирането на атентати по железопътната линия Солун – Цариград в 1903 година, като свръзка на терористичната група на Неделчо Килев с революционните комитети в Ксантийско и Гюмюрджинско. В бащината му къща складира значително количество оръжие, заровено в специални тайници. Османските власти правят чести претърсвания, които остават безуспешни поради хладнокръвното държане на майка му Мария Пижева (Карлиева). През 1905 година Андон Пижев е арестуван за революционна дейност и изтезаван в Ксанти. След пет месеца, поради липса на доказателства, е освободен. В 1907, след убийството на гръкоманина куриер на гръцките андартски чети Григор Чингов в Еникьой, Пижев отново е задържан и обвинен в убейство. Осъден е на строг тъмничен затвор в Гюмюрджина.
След Младотурската революция в 1908 година е амнистиран. В 1909 година отново е арстеван и затворен в Гюмюрджина, но след три месеца е оправдан и освободен. Участва в дейността на Младежката тайна организация „Светлина“ в Ксантийско, която е в помощ на комитетите на ВМОРО, и скоро е избран и за неин секретар. В 1910 година е отново арестува и затворен в Ксанти заедно с още осем кръстополци. След няколко дни е освободен. Избран е за секретар на Българския конституционен клуб в Ксанти.
В 1912 година при избухването на Балканската война е доброволец в Българската армия. След падането на Одрин през март 1913 година е зачислен в 7 рота на 2 дружина на новосформирания Първи одрински полк. През Първата световна война братята Андон, Иван и Петър Пижеви са мобилизирани в българската войска и се сражават на Македонския фронт.
След края на войната, през 1919 година братята Андон, Петър, Васил и Михаил Пижеви се установяват в Пловдив. Андон Пижев работи в Бежанската настанителна комисия, която заедно с Пловдивската община се грижи за изхранването, настаняването и намирането на работа на бежанците от Ксантийско. През 1920 година в Пловдив е образувано Културно–просветно благотворително дружество „Тракия“ с председател Христо Симидов и секретар Димитър Дяков. Андон пижев влиза в ръководството на дружеството заедно с Вълчо Сариев, Анастас Разбойников, Стою Шишков. Дружеството успешно настоява Общината да осигури дворни места за тракийските бежанци. През 20-те и 30-те години Пижев е непрекъснато в ръководството на дружеството в Пловдив, като често път е избиран за негов касиер, секретар и подпредседател. На 16 май 1926 година заедно с братята си Петър и Васил е делегат от Пловдив на конгреса на Тракийската организация, състоял се в протест на смятаната за предателска Ангорска спогодба от 1925 година.
В края на 30-те години Пижев дарява сграда с магазини на улица „Пещерско шосе“ № 89 на Тракийската организация, за да бъде ползвана за вечни времена, чрез отдаването ѝ под наем от Пловдивското дружество. Също така в 1938 – 1940 година дарява парцел от няколко декара незастроена площ на читалището в квартал Сарай кър (днес читалище „Христо Смирненски“), обслужващо предимно бежански квартал. Даренията са ликвидирани в началото на 50-те години от Градския народен съвет. На мястото на второто дарение от северната страна на булевард „Пещерско шосе“ е построена сградата на ХЕИ – Пловдив.